# لمور ورزشکار جیمز
 لمور ورزشکار جیمز (نام علمی: Lepilemur jamesorum) نام یک گونه از سرده لمورهای ورزشکار است.